# 265-й гвардейский мотострелковый полк
265-й гвардейский мотострелковый орденов Суворова и Александра Невского полк (265-й гв. мсп.) — мотострелковый полк РККА и ВС СССР, участвовавший в Великой Отечественной войне. В послевоенные годы дислоцировался в Молдавской ССР, в чехословацком городе Высоке Мито (в/ч пп 86841) и пгт. Клугино-Башкировка Харьковской области (в/ч 55316-Г, позже в/ч 25777). До 1957 года был известен как 265-й гвардейский стрелковый полк. В 1992 году преобразован в 17-й полк Национальной гвардии Украины.

## История

### Великая Отечественная война
265-й гвардейский стрелковый полк участвовал в битве за Сталинград. Задачей полка было удержать в окружении 6-ю армию Паулюса, также в задачу входило не допустить деблокады армии со стороны прорывающихся частей Манштейна (Группа армий «Дон»). После Сталинграда полк сходу освободил Ростов-на-Дону, Ростовскую область, часть Донбасса с городом Шахты (Ростовская операция). Советские войска были остановлены на реке Миус, где немцы построили сильно укреплённый оборонительный рубеж. Эта линия обороны создавалась в течение двух лет. Правый фланг 180-километровой линии прикрывал Таганрог, левый — Луганск. Здесь фронт стабилизировался до августа 1943 года.
В ходе Донбасской операции (1943 год) Миус-фронт был прорван. Под командованием гв. майора Михайлова В. Н. 265 гв. сп отбил у немцев в районе реки Миуса д. Калиновка (ныне Григорьевка) — важнейший пункт для дальнейшего наступления красной армии.
Особенно упорные бои происходили с 17 июля по 2 августа 1943 года за плацдарм в районе села Степановка.
На 10 мая 1943 года 265 гвардейский стрелковый полк входил в состав 86-й гвардейской стрелковой дивизии (до 16.04.1943 бывшая 98-я стрелковая дивизия [2-го формирования]) 1-й гвардейский стрелковый корпус. В 1944 году полк освободил юг Украины и Молдавию и вышел за пределы государственной границы. После Ясско-Кишиневской операции у немцев не осталось сил, чтобы сопротивляться. Была быстро преодолена Румыния, Балканские горы, освобождены территории Болгарии и Югославии.
В ночь с 12 на 13 марта 1944 года на реке Ингулец полк решительно вступил в бой и обеспечивал правый фланг дивизии, внезапной атакой ворвался в траншеи противника, где уничтожил до 200 солдат и офицеров и 40 солдат пленил. Полк на подручных средствах переправился через р. Ингулец, в этом бою полк понёс исключительные малые потери. 1 апреля 1944 года — 86-й гвардейской стрелковой дивизии присвоено почётное наименование «Николаевская». 20 апреля 1944 года — 86-я гвардейская стрелковая Николаевская дивизия награждена орденом Красного Знамени. С 6 по 14 октября 1944 года полк в боях под Белградом в районе с. Борча разрушил крупный железнодорожный узел немцев, прикрывающий подступы к Белграду с севера.
22 октября 1944 года полк за овладение г. Кишкунхалаш (Венгрия) прорвал сильно укреплённую оборону противника и путём параллельного преследования перерезал дорогу противнику, занял г. Ижак (Венгрия). Полк в боях северо-западнее Будапешта выдержал до 30 атак во много раз превосходящих сил противника, уничтожив при этом до 700 солдат и офицеров противника, за что полк награждён орденом «Александра Невского». В боях за Эстергом, Токод в Венгрии и в наступательных боях за укреплённые сёла Прелленкирхен, Хусдгаим, Бад-Дойч-Альтенбург, крупную железнодорожную станцию Штрассхоф в Австрии полк овладел вышеуказанными пунктами.

### После войны
В 1957 году стрелковые части и соединения переименованы в мотострелковые. В послевоенное время 265 гв. мсп (в/ч 44138) входил в состав 86-й гвардейской стрелковой Николаевской Краснознамённой дивизии. 86 гв. мсд была выведена из Австрии в Одесский ВО, сначала входя в состав 24-го гвардейского стрелкового корпуса 7-й гвардейской общевойсковой армии, а затем 82-го АК 14-й гв. ОА.
В 1968 году 265 гв. мсп вошёл в состав 48-й мотострелковой дивизии, которая входила в состав 14-й армии Одесского ВО. И в августе этого же года 265 гв. мсп в составе дивизии был передислоцирован в г. Высоке Мито. Полк был во втором эшелоне ввода советских войск в Чехословакию.
До 1990 года полк находился в составе ЦГВ в г. Высоке Мито, в/ч пп 86841. 26 февраля 1990 года в Москве было подписано соглашение о полном выводе советских войск из ЧССР. 265 гв. мсп был выведен на 1-м этапе вывода войск с 26 февраля по 31 мая 1990 год в пгт. Клугино-Башкировка Чугуевский район Харьковская область в военный городок расформированной 75-й гвардейской танковой дивизии (в/ч 44735). На основании Постановления Совета Министров СССР № 587-86 от 16 июня 1990 года 48 мсд передана в состав КГБ СССР и стала называться 48-я мотострелковая дивизия специального назначения КГБ СССР. 265-й гв. мсп с 16 июня 1990 года по 27 августа 1991 года входил в состав 48-й мсд СН КГБ СССР. В соответствии с директивой МО СССР № 314/3/01131 от 11 сентября 1991 года 48 мсд СН КГБ СССР переименована в 48 мсд и передана в состав Киевского военного округа. 265 мсп перестал быть полком КГБ СССР.
12 января 1992 года личный состав 265-го гвардейского мотострелкового полка принёс военную присягу на верность народу Украины.
В соответствии с приказом Командующего НГУ № 026 от 25 августа 1992 года 48-я мотострелковая дивизия была переименована в 6-ю Чугуевскую дивизию Национальной гвардии Украины, а 265-й мотострелковый полк был преобразован в 17-й полк Национальной гвардии Украины.

## Организационно-штатная структура
- управление (штаб), комендантский взвод
- 1-й мотострелковый батальон
- 2-й мотострелковый батальон
- 3-й мотострелковый батальон
- танковый батальон (31 танк Т-72)
- артиллерийский дивизион (18 гаубиц Д-30)
- зенитно-ракетный дивизион[12][13] (вооружение: ЗСУ-23-4 «Шилка», Стрела-10, ЗУ-23-2)
- противотанковая батарея
- разведывательная рота
- рота связи
- инженерно-саперная рота
- военный оркестр, рота материального обеспечения, взвод химической защиты, комендантский взвод, ремрота (все мотострелковые батальоны были на БТР-60)

## Командный состав полка

### Командиры полка
| 1 | 05.10.1942—05.10.1943       | Пищенко Пётр Григорьевич            | Майор— 02        | ? — ?             | на 06.02.1943 командир 308 сп 98 сд |
| 2 | 07.06.1943—31.07.1943       | Михайлов Василий Нилович            | Майор— 02        | 1913 — 6.10.1944  | Как командир 265 гв. сп 86 гв. сд: — В должности командира 265 гв. сп в райне Миуса была отбита у немцев д. Калиновка — важнейший пункт для дальнейшего наступления красной армии. Был тяжело ранен, лечился 9 месяцев в госпитале, потом вернулся в свою часть. Приказом войскам 2 гв. армии № 33/Н от 09.05.1944. Как командир 262 гв. сп 87 гв. сд: (посмертно) — За наступательные операции в начале октября 1944 на р. Дубиса (Литва). Убит 06.10.1944. Приказом войскам 2 гв. армии № 128/Н от 26.11.1944. |
| 3 | на 12.08.1943               | Циркинд                             | Майор— 02        | ? — ?             | |
| 4 | на 28.08.1943 до 5.11.1943  | Подборонов Константин Александрович | Подполковник— 02 | 1914 — 05.11.1943 | Как начальник штаба 72 гв. сп 24 гв. сд: — Бой за высоту 40.8. Приказом войскам Волховского фронта № 098/Н от 17.09.1942, — Приказом войскам Южного фронта № 37/Н от 15.02.1943. Как командир 265 гв. сп 86 гв. сд: Был убит 05.11.1943, захоронен в братской могиле в г. Макеевка (Донецкая область). |
| 5 | на 22.111.1943 — 04.02.1946 | Папков Александр Степанович         | Подполковник— 02 | 1905 — ?          | — Бой, переправа в ночь 12-13.03.1944 на реке Ингулец. Приказом войскам 28 армии № 17/Н от 25.03.1944., — за выслугу лет в Красной Армии, — Бои в Югославии, Венгрии и Австрии (1944—1945). Приказом войскам 46 армии (сентябрь 1945). — Награждение к 40-летию Победы. Приказом № 87 от 06.04.1985. |

- 07.12.1943 — 27.12.1943 — Скобелев Фёдор Андреевич, отстранён
- с 27.12.1943 — Херасков Владимир Петрович (1909 г. р.). Награждён: орден Красного Знамени, орден Отечественной войны I степени, орден Александра Невского.

Командиры послевоенных лет
- с 19.12.1945 — 1948 год — гв. полковник Лещев Иван Иванович (1903 г. р.). Во время ВОВ был командиром 942 сп 268 сд, 110 ск, 42 армия 2-й Прибалтийский фронт. Награждён: орден Ленина, 3 ордена Красного Знамени, орден Александра Невского, орден Красной Звезды.
- в 60-х годах — гв. полковник Лаца
- в 60-х годах — гв.полковник Ульянов (Герой Советского Союза)
- в 60-х годах — гв.полковник Корниешко
- в 70-х годах — гв. полковник Литвинов Фёдор Иванович
- На 1978—1981 года — гв. полковник Макаров
- С 1981 года по 1984 год — Палий Виктор Николаевич (1949 г. р.)[15].
- 1984—1986 год — гв. подполковник Дейкун В.
- 1986—1988год — гв. майор Новоселов
- 1988—1989 год — гв. подполковник Игнатенко
- 1989—1990 год — гв. подполковник Крутов Геннадий Николаевич
- 1990—1992 год — гв. подполковник Лавниченко Александр Васильевич

### Начальники штаба полка
- На 10.03.1943 — гв. майор Кириченко
- На 1963 — гв. подполковник Селихов
- На 1981—1982 год — гв. подполковник Федораев Иван Васильевич
- C 1982 года — гв. майор Ганеев Владимир Камилович
- На 1983—1988 год — гв. подполковник Никишин Владимир Иванович
- подполковник Ершов-1988
- в конце 1988 года — майор, позже подполковник Салихов
- на сентябрь 1991 — август 1992 год — ? — подполковник Васильев Сергей Викторович

## Герои Советского Союза, воевавшие в 265 гв сп
Ульянов, Георгий Семёнович (30.08.1924 — 1994 гг.), гв. сержант, командир пулемётного расчёта 265 гв. сп 86 гв. мсд. Представлен к награде 30.11.1944. Также награждён орденами Ленина (24.03.1945), Отечественной войны 1-й степени (11.03.1985), медалями, в том числе «За отвагу» (12.07.1944)

## Списки погибших
| 01. гвардии     | Подборонов Константин Александрович        | командир 265 гв. сп                                                 | 1914 г. р., Москва                                                  | 1943.11.05, захоронен в братской могиле в г. Макеевка (Донецкая область)                | — Бой за высоту 40.8. Приказом войскам Волховского фронта № 098/Н от 17.09.1942, — Приказом войскам Южного фронта № 37/Н от 15.02.1943. |
| 02. гвардии     | Казачков Георгий Фёдорович                 | зам. командира по строевой части                                    | 1909 г. р., ст. Сходня Московской обл.                              | 1944.07.02 умер от ран                                                                  | — Бой 19-20.04.1944, переправа через реки Турунчук и Днестр. Приказом войскам 5 уд. армии № 47/Н от 21.04.1944. |
| 03. гвардии     | Макаров Ксенофонт (Ксенофонтий) Трофимович | помощник командира полка по материально-техническому обеспечению    | 1900 г. р., г. Москва                                               | 1944.04.26 убит. Похоронен с. Глиное (Тираспольская обл.)                               | (посмертно) — Бой апрель 1944 г., переправа через Днестр. Приказом войскам 5 уд. армии № 52/Н от 02.06.1944. |
| 04. гвардии     | Павлов Владимир Иванович                   | замполит полка                                                      | 1914 г. р., Москва                                                  | 1945.03.21 умер от ран                                                                  | — Бой 20-21.04.1944, переправа через Днестр. Приказом войскам 5 уд. армии № 087/Н от 20.07.1944, — Бой 02.10.1944 за с. Избиште (Югославия). Приказом войскам 46 армии № 0206/Н от 03.11.1944, — Бои по отражению контратак врага с 5-16.01.1945 в районе с. Чолнок (Венгрия). Приказом войскам 46 армии № 077/Н от 15.03.1945, (посмертно) — Бой 20.03.1945 за высоту 299 юго-вост. г. Эстергом Венгрия. Приказом войскам 46 армии № 0110/Н от 30.04.1945 |
| 05. гвардии     | Благодатный Вениамин Литманович            | помощник начальника штаба 265 гв. сп по связи                       | 1914 г. р., Днепропетровск                                          | 1943.09.12                                                                              | — Организация связи во время боёв под Сталинградом. Помощник начальника штаба по связи 206 сп 99 сд. Приказом войскам 62 армии № 122/Н от 24.04.1943 |
| 06. гвардии     | Завьялов Александр Васильевич              | командир батальона                                                  | 1915 г. р., Челябинская обл., с. Мажилино                           | 1944.11.12 убит. Похоронен 2 км вост. г. Монор (Венгрия)                                | |
| 07. гвардии     | Заикин Николай Романович                   | замполит батальона                                                  | 1909 г. р., Чкаловская обл., г. Орск                                | 1944.03.23 убит. Похоронен вост. окр. ст. Водопой (Николаевская обл.)                   | |
| 08. гвардии     | Матвеев Иван Григорьевич                   | командир миномётной роты                                            | 1916 г. р., Куйбышевская обл., с. Землянки                          | 1944.04.06 убит. Похоронен в д. Сведлово (Одесская обл.)                                | — Бой (до 12.08.1943) за высоту 188,4. |
| 09. гвардии     | Слепченко Николай Васильевич               | командир стрелковой роты                                            | 1913 г. р., Ростовская обл., Романовский район, Большевитский с/с   | 1945.04.11 умер от ран. Похоронен в с. Лассе (Австрия)                                  | — Бой 10.03.1944 за с. Украинец Николаевская обл. Приказом командира 86 гв. сд № 08/Н от 22.3.1944, — Бой конец марта 1945 г. за высоту 299 юго-вост. г. Эстергом Венгрия. Приказом командира 10 гв. ск № 022/Н от 06.04.1945 |
| 10. гвардии     | Тарабрин Пётр Петрович                     | замполит батальона                                                  | 1904 г. р., Воронежская обл.                                        | 1943.08.20 убит. Похоронен в х. Ново-Бахмутский (Сталинская обл.)                       | |
| 11. гвардии     | Ташкинов Пётр Степанович                   | начальник штаба 265 гв. сп                                          | 1918 г. р., Молотовская обл., д. Комариха                           | 1944.01.15 убит. Похоронен в зап. окр. с. Владимировка (Николаевская обл.)              | — Отражение контратаки 11.01.1943 на н. п. Калинин (Ростовская обл.). Помощник нач. штаба 91 гв. сп 33 гв. сд, — Бои в окружение 19 февраля 1943 в хуторах Круглик и Зевин (Ростовская обл.). Комбат 91 гв. сп 33 гв. сд, |
| 12. гвардии     | Цепляев Иван Романович                     | командир батареи 265 гв. сп                                         | 1914 г. р., Конерский район Сталинградская обл.                     | 1945.04.30 ранение и 1945.05.11 смерть от болезни. Похоронен в/кладбище в г. Братислава | — Отражение контратак 07.01.1945 и 16.01.1945 в районе с. Чолнок (Венгрия). Приказом командира 10 гв. ск № 011/Н от 15.02.1945. |
| 13. гвардии     | Богданов Константин Данилович              | командир роты                                                       | 1919 г. р., с. Сосновка Омская обл.                                 | 1943.07.30 пропал без вести после боя в с. Мариновка Сталинская обл.                    | |
| 14. гвардии     | Бондаренко Пётр Филиппович                 | командир стрелковой роты                                            | 1897 г. р., Харьковская обл. с. Волоховка                           | 1944.10.02 убит. Похоронен в с. Избиште (Югославия)                                     | (посмертно) — Бой 02.10.1944 за н. п. Избиште (Югославия). Приказом Командира 10 гв. ск № 038/Н от 30.10.1944. |
| 15. гвардии     | Бугаенко Матвей Фёдорович                  | командир пулемётной роты                                            | 1905 г. р., Краснодарский край, г. Садлов                           | 1944.03.10 убит. Похоронен в с. Ново-Каменка (Николаевская обл.)                        | |
| 16. гвардии     | Виниченко Егор Герасимович                 | командир стрелкового взвода                                         | 1924 г. р.                                                          | 1943.06.__ пропал без вести                                                             | |
| 17. гвардии     | Габрмидзе Бений Анисимович                 | заместитель командира 1 роты по политчасти                          | 1908 г. р.                                                          | 1943.03.01                                                                              | |
| 18. гвардии     | Герасимов Василий Герасимович              | командир стрелковой роты                                            | 1917 г. р.                                                          | 1943.07.30                                                                              | |
| 19. гвардии     | Голубев Иван Николаевич                    |                                                                     |                                                                     | 1943.06.03 умер от ран                                                                  | |
| 20. гвардии     | Горбаруков Николай Алексеевич              | состоял в распоряжении командира полка                              | 1922 г. р.                                                          | 1943.05.19                                                                              | |
| 21. гвардии     | Данченко Павел Васильевич                  | командир пулемётной роты                                            | 1908 г. р., Уссурийская обл., с. Софиевка                           | 1943.10.09 убит. Похоронен в х. Шинау (Запорожская обл.)                                | — Бой за высоту 136,3, отражение контратаки за высоту 164,3 (28.08.1943). Представляется 28.08.1943 |
| 21а. гвардии    | Камкин Иван Иванович                       | командир стрелковой роты                                            | 1908 г. р., Калининская обл., с. Батайлово                          | 1944.01.16 убит. Похоронен в с. Антоновка (Николаевская обл.)                           | |
| 22. гвардии     | Колесник Сергей Евдокимович                | помощник начальника штаба 265 гв. сп по штабной шифровальной службе | 1907 г. р., Сумская обл., с. Красное утро                           | 1943.09.20 убит. Похоронен в х. Культурн. (Запорожская обл.)                            | |
| 23. гвардии     | Лавренев Михаил Андреевич                  | командир стрелковой роты                                            | 1913 г. р., Рязанская обл. с. Шушпано-Ольшанка                      | 1943.07.30 убит. Похоронен в х. Семёновский (Сталинская обл.)                           | |
| 24. гвардии     | Меньшиков Григорий Михайлович              | командир стрелковой роты                                            | 1919 г. р., Рязанская обл., с. Кривень                              | 1945.03.23 убит. Похоронен в с. Даг (Венгрия)                                           | (посмертно) — Бой 23.03.1945 за высоту западнее с. Чолнок (Венгрия). Приказом Командира 10 гв. ск № 023/Н от 13.04.1945. |
| 25. гвардии     | Михнин Иван Фёдорович                      | командир стрелкового батальона                                      | 1918 г. р., Омская обл. с. Калмакок                                 | 1944.03.10 убит. Похоронен в с. Украинец (Николаевская обл.)                            | (посмертно) — Бой 10.03.1944 за с. Украинец Николаевская обл. Приказом войскам 28 армии № 161/Н от 25.03.1944. |
| 26. гвардии     | Муманов Сахиб Усманович                    | командир стрелковой роты                                            | 1914 г. р.                                                          | 1943.__.__ пропал без вести                                                             | |
| 27. гвардии     | Некрасов Евгений Александрович             | начальник химслужбы                                                 | 1919 г. р., Свердловская обл., ст. Шаморы                           | 1943.07.30 пропал без вести                                                             | |
| 28. гвардии     | Объедков Степан Филиппович                 | состоял в распоряжении командира полка                              | 1912 г. р.                                                          | 1943.04.21                                                                              | |
| 29. гвардии     | Рахманов Хазрат (Хизрат)                   | командир стрелковой роты                                            | 1917 г. р., Узбекская ССР, с. Суаричи                               | 1945.02.04 убит. Похоронен сев.-зап. окр. с. Леонивар (Венгрия)                         | (посмертно) — Отражение контратак 04.01.1945 у г. Токод и г. Дорог, 10.01.1945 у н. п. Чолнок (Венгрия), боевые задачи 04.02.1945 в районе с. Чолнок. Приказом Командира 10 гв. ск № 015/Н от 28.02.1945. |
| 30. гвардии     | Саркисов Артавазд Иванович                 | партийный организатор батальона                                     | 1908 г. р.                                                          | 1945.01.07                                                                              | |
| 31. гвардии     | Сыртланов Галий Саид Гареевич              | командир стрелковой роты                                            | 1915 г. р., Башкирская АССР, д. Сыртланов                           | 1943.08.23 убит. Похоронен в х. Ново-Бахмутский (Сталинская обл.)                       | |
| 32. гвардии     | Трунов Михаил Никитич                      | командир пулемётной роты                                            | 1914 г. р.                                                          | 1943.12.__ пропал без вести                                                             | |
| 33. гвардии     | Фирсанов Пётр Парменович                   | командир стрелкового взвода                                         | 1917 г. р., с. Большое-Алибово Венёвский район. Тульская обл.       | 1945.04.15                                                                              | |
| 34. гвардии     | Хворостовский Григорий Яковлевич           | командир стрелковой роты                                            | 1913 г. р., Винницкая обл.,                                         | 1945.03.23 убит. Похоронен в с. Даг (Венгрия)                                           | — Бои 9.04.1944 за г. Одесса. Приказом Командира 86 гв. сд № 019Н от 24.04.1944, — 23.11.1944, (посмертно) — Бой 23.03.1945 за высоту западнее с. Чолнок (Венгрия). Приказом Командира 10 гв. ск № 023/Н от 13.04.1945. |
| 35. гвардии     | Хокаинов Пётр Карпович                     | командир стрелковой роты                                            | 1916 г. р., Курская обл. Старо-Милавский с/с.                       | 1943.07.23 убит. Похоронен х. Степановка (Сталинская обл.)                              | |
| 36. гвардии     | Цукерман Осип (Евсей) Исаакович            | командир миномётной роты                                            | 1915 г. р., г. Минск                                                | 1943.09.03 убит. Похоронен в с. Бадья (Сталинская обл.)                                 | — Бой в ночь 29-30.07.1943 за высоту 188,4. |
| 37. гвардии     | Чекулаев Василий Николаевич                | агитатор                                                            | 1908 г. р., Рязанская обл.                                          | 1944.03.13 утонул при форсирование р. Ингулец у с. Лиманец (Николаевская обл.).         | |
| 38. гвардии     | Шанин Степан Иванович                      | командир пулемётной роты                                            | 1915 г. р., Мордовская АССР, с. Мельцан                             | 1944.03.10 убит. Похоронен в с. Украинец (Николаевская обл.)                            | |
| 39. гвардии     | Шевчук Филипп Спиридонович                 | командир батальона                                                  | 1912 г. р., Винницкая обл., с. Кантелино                            | 1943.07.30 пропал без вести                                                             | |
| 40. гвардии     | Шишкин Михаил Егорович                     | командир батальона                                                  | 1920 г. р., Башкирская АССР, с. Николаевка                          | 1944.08.04 убит. Похоронен в г. Одесса                                                  | — Бой 29.07.1943 за высоту 188,4, огневая поддержка наступающих б-нов. Отражение танковых контратак. Командир роты ПТР. Приказом Командира 86 гв. сд № 017 от 1943, — Бой 10.03.1944 за с. Украинец, с. Лиманец (Николаевская обл.) и форсирование р. Ингулец. |
| xx. гвардии     | Авдеев Михаил Михайлович                   | командир взвода б-на боепитания                                     | 1912 г. р., Татарская АССР                                          | 1944.04.21 умер от ран. Похоронен с. Коротное (Тираспольская обл.)                      | |
| xx. гвардии     | Баранов Сергей Ефимович                    | командир стрелкового взвода                                         | 1912 г. р., Марийская АССР, р. п. Звенигово                         | 1944.03.11 умер от ран. Похоронен в с. Украинец (Николаевская обл.)                     | |
| xx. гвардии     | Берестнев Михаил Прохорович                | командир стрелкового взвода                                         | 1913 г. р., Свердловская обл., д. Берстенево                        | 1944.03.26 умер от ран. Похоронен в с. Еленовка (Николаевская обл.)                     | |
| xx. гвардии     | Бледных Иван Фёдорович                     | командир миномётного взвода                                         | 1909 г. р., Воронежская обл. Алешковский район с. Ляпли             | 1944.11.13 умер от ран. Похоронен в с. Шари (Венгрия)                                   | |
| xx. гвардии     | Боргун Алексей Дмитриевич                  | командир стрелкового взвода                                         | 1922 г. р., Николаевская обл., с. Князь-Григор.                     | 1943.08.24 умер от ран. Похоронен в х. Голубячий (Сталинская обл.)                      | — При налёте 11.09.1942 нем. авиации, сбил Junkers Ju 87. Курсант Винницкого курсантского полка. Приказом войскам СТФ № 063/Н от 28.10.1942 |
| xx. гвардии     | Велижанин Александр Павлович               | командир стрелкового взвода                                         | 1919 г. р.                                                          | 1944.10.02                                                                              | был в 263 гв. сп (?) |
| xx. гвардии     | Величко Иван Александрович                 | командир стрелкового взвода                                         | 1920 г. р.                                                          | 1945.04.25                                                                              | |
| xx. гвардии     | Винник Абрам Ильич                         | командир стрелковой роты                                            | 1923 г. р., г. Сталино                                              | 1943.07.18 убит. Похоронен в х. Русский (Сталинская обл..)                              | |
| xx. гвардии     | Горохов Георгий Андреевич                  | командир миномётного взвода                                         | 1911 г. р., г. Грозный                                              | 1944.10.23 убит. Похоронен в с. Пустомермердеш (Венгрия)                                | — Бои октябрь 1943 за н. п. Ивано-Анновка и г. Запорожье. Командир взвода 82 мм миномётов 112 гв. сп 39 гв. сд. Приказом по 39 гв. сд № 29/Н от 18.10.1943. |
| xx. гвардии     | Гукалов Николай Васильевич                 | командир стрелкового взвода                                         | 1924 г. р.                                                          | 1944.11.11 убит. Похоронен на вост. с. Буккер (Венгрия)                                 | — Бой 20.05.1944 за с. Кошница). Приказом Командира 86 гв. сд № 024/Н от 23(28).06.1944, — Бой 11.10.1944 на лев. берегу Дуная в районе с. Борча (Югославия). Приказом Командира 86 гв. сд № 035/Н от 27.10.1944. |
| xx. гвардии     | Давиденко Сергей Яковлевич                 | командир стрелковой роты                                            | 1916 г. р., Ростовская обл. г. Новочеркасск                         | 1945.02.04 убит. Похоронен сев.-зап. окр. с. Леонивар (Венгрия)                         | — Бой у с. Рескивцы (Тираспольская обл.) и у с. Кошница. Приказом Командира 86 гв. сд № 032/Н от 30.09.1944, — Бой 02.11.1944 за г.Кунсентмиклош и бой 05.11.1944 за с. Андраши (Венгрия)). Приказом Командира 10 гв. ск № 040/Н от 17.11.1944. |
| xx. гвардии     | Дердель Михаил Исаакович                   | комсорг батальона                                                   | 1921 г. р.                                                          | 1944.03.25 умер от ран                                                                  | (посмертно) — Бой 25(26).03.1944 высота 6.7 под г. Николаев. Приказом войскам 5 уд. армии № 43/Н от 5.05.1944. |
| xx. гвардии     | Доброндрав Анатолий Емельянович            | командир взвода ПТР                                                 | 1919 г. р., Сталинская обл. с. Никольское                           | 1944.04.24 убит. Похоронен в с. Раскаецы (Тираспольская обл.)                           | — Бои 20.08.1943 юг.-зап. с. Ново-Бахмутский (Сталинская обл.). Приказом Командира 86 гв. сд № 026/Н от 01.10.1943 |
| xx. гвардии     | Еременко Евгений Никифорович               | командир миномётной роты                                            | 1907 г. р., Киевская обл. с. Шестеринцы                             | 1944.11.12 убит. Похоронен 2 км вост. г. Монор (Венгрия)                                | (посмертно) — Бои: 22.10.1944 за г. Кишкунхалаш, 05.11.1944 за с. Диал-Легет, 12.11.1944 за г. Монор. Приказом Командира 10 гв. ск № 042/Н от 04.12.1944. |
| xx. гвардии     | Захарцев Алексей Гаврилович                | командир стрелкового взвода                                         | 1923 г. р., Сумская обл. с. Фотевиж                                 | 1944.01.16 убит. Похоронен в вост. окр. с. Владимировка (Николаевская обл.)             | |
| xx. гвардии     | Земцев Константин Павлович                 | командир миномётного взвода                                         | 1917 г. р., Ярославская обл. г. Рыбинск                             | 1945.01.04 убит. Похоронен в с. Чолнок (Венгрия)                                        | |
| xx. гвардии     | Игнатков Пётр Григорьевич                  | командир миномётного взвода                                         | 1923 г. р., Тульская обл., с. Жадома                                | 1943.07.30 пропал без вести                                                             | |
| xx. гвардии     | Казинский Алексей Васильевич               | командир миномётного взвода                                         | 1913 г. р., г. Москва                                               | 1944.03.11 умер от ран. Похоронен в с. Украинец (Николаевская обл.)                     | |
| xx. гвардии     | Кекух Владимир Семёнович                   | командир пулемётной роты                                            | 1923 г. р., Черниговская обл.                                       | 1943.10.09 убит. Похоронен в х. Шинау (Запорожская обл.)                                | |
| xx. гвардии     | Ковтун Пётр Васильевич                     | командир пулемётного взвода                                         | 1923 г. р., Сумская обл., с. Дубовицы                               | 1944.03.22 убит. Похоронен вост. окр. ст. Водопой (Николаевская обл.)                   | |
| xx. гвардии м/с | Коган Илья Григорьевич                     | командир санитарного взвода                                         | 1924 г. р., г. Ленинград                                            | 1943.10.17 убит. Похоронен в х. Дорлах (Запорожская обл.)                               | |
| xx. гвардии     | Копотилов Борис Павлович                   | командир огневого взвода 120 мм.                                    | 1922 г. р., Ярославская обл., с/с Буйвоскр., х. Ермолино            | 1944.06.07 убит. Похоронен на юго-вост. стор. с. Кривулин (Тираспольская обл.)          | — 1943 год, — Бой 09.04.1944 за ж/д ст. Лузановка (Одесская обл.). Приказом Командира 86 гв. сд № 019/Н от 24.04.1944. |
| xx. гвардии     | Кравченко Иван Павлович                    | командир пулемётного взвода                                         | 1922 г. р., Харьковская обл., с. Олейники                           | 1943.08.22 убит. Похоронен в х. Ново-Бахмутский (Сталинская обл.)                       | |
| xx. гвардии     | Кузьминых Григорий Феофанович              | командир взвода конной разведки                                     | 1908 г. р., Свердловская обл., с. Макарово                          | 1943.11.26 умер от ран. Похоронен в с. Ново-Каменка (Николаевская обл.)                 | |
| xx. гвардии     | Купер Иосиф Абрамович                      | командир стрелкового взвода                                         | 1923 г. р., Каменец-Подольская обл., с. Старо-Константиновка        | 1943.07.28 пропал без вести                                                             | |
| xx. гвардии     | Макели Помат Исмайлович                    | командир стрелкового взвода                                         | 1923 г. р., г. Баку                                                 | 1944.03.26 убит. Похоронен вост. окр. ст. Водопой (Николаевская обл.)                   | |
| xx. гвардии     | Мартюшев Александр Петрович                | командир миномётного взвода                                         | 1913 г. р., Архангельская обл., Плесецкий район, Церковнический с/с | 1945.04.04                                                                              | — Отражение контратак 4 и 5.11.1944 в районе с. Андраши и бой 11.11.1944 за г. Монор (Венгрия)). Приказом Командира 86 гв. сд № 046/Н от 30.11.1944. |
| xx. гвардии     | Меликов Эвер Гамид-оглы                    | командир миномётного взвода                                         | 1912 г. р., г. Баку                                                 | 1945.01.08 умер от ран. Похоронен в Пилишвёрёшвар (Венгрия)                             | |
| xx. гвардии     | Меньшаков Фёдор Григорьевич                | комсорг стрелкового батальона                                       | 1922 г. р., Архангельская обл.                                      | 1943.07.30 убит. Похоронен в х. Семёновский (Сталинская обл.)                           | |
| xx. гвардии     | Никулин Иван Артёмович                     | командир пулемётного взвода                                         | 1924 г. р., Пензенская обл., с. Степановка                          | 1943.07.30 пропал без вести                                                             | |
| xx. гвардии     | Носков Василий Фёдорович                   | командир комендантского взвода (заградотряда)                       | 1918 г. р., Омская обл., с. Завьялово                               | 1944.10.30 пропал без вести                                                             | — В боях с 5 по 24.10.1943 его заградотряд задержал более 200 чел. с разных в/ч. Приказом Командира 86 гв. сд № 32/Н от 14.12.1943. |
| xx. гвардии     | Панфилов Владимир Васильевич               | командир стрелкового взвода                                         | 1921 г. р., Свердловская обл. с. Ертарка                            | 1944.03.27 убит. Похоронен на кладбище г. Николаев                                      | |
| xx. гвардии     | Петухов Николай Степанович                 | командир огневого взвода                                            | 1924 г. р., Свердловская обл.                                       | 1943.10.06 убит. Похоронен в х. Шинау (Запорожская обл.)                                | |
| xx. гвардии     | Писковой Иван Семёнович                    | отсекр. бюро ВЛКСМ                                                  | 1919 г. р., Полтавская обл, с. Олейники                             | 1943.07.18 убит. Похоронен в х. Русский (Сталинская обл.)                               | |
| xx. гвардии     | Попов Андрей Онуфриевич                    | командир стрелковой роты                                            | 1910 г. р., Краснодарский край, г. Майкоп                           | 1944.03.24 убит. Похоронен в ст. Водопой (Николаевская обл.)                            | |
| xx. гвардии     | Приходько Андрей Герасимович               | командир миномётного взвода 88 мм миномётов                         | 1923 г. р., Ставропольский край, х. Покровский                      | 1945.03.23 убит. Похоронен в с. Даг (Венгрия)                                           | — Бои по отражению контратак врага с 5 по 10.01.1945 и 16.01.1945 в районе с. Чолнок (Венгрия). Приказом Командира 86 гв. сд № 021/Н от 18.02.1945, (посмертно) — Бой 23.03.1945 по отражению контратаки на высоте. Приказом Командира 10 гв. ск № 025/Н от 18.04.1945. |
| xx. гвардии     | Саакьянц Вартан К(Н)азарович               | командир пулемётного взвода                                         | 1923 г. р., г. Ростов на Дону                                       | 1944.01.16 убит. Похоронен в с. Антоновка (Николаевская обл.)                           | |
| xx. гвардии     | Слюнин Митрофан Ефимович                   | помощник начальника штаба по разведке                               | 1914 г. р., Приморский край, г. Сучан                               | 1944.01.16 убит. Похоронен в с. Антоновка (Николаевская обл.)                           | — За разведданые за 30.12.1942, 08.01.1943 и 19.01.1943. Командир взвода пешей разведки 308 сп 98 сд. — За разведданые 25.09.1943 в с. Шинау (Запорожская обл.). Приказом войскам 2 гв. армии № 159/Н от 24.12.1943. |
| xx. гвардии     | Совкатов Доиманбет                         | командир пулемётной роты                                            | 1918 г. р., Ставропольский край, стан. Терекли-Мехтеб               | 1943.10.16 убит. Похоронен в х. Дорлах (Запорожская обл.)                               | |
| xx. гвардии     | Тяпков Павел Петрович                      | командир взвода                                                     | 1912 г. р., г. Горький                                              | 1945.01.17                                                                              | |
| xx. гвардии     | Ухаботов Алексей Степанович                | командир пулемётного взвода                                         | 1925 г. р., Пензенская обл.                                         | 1945.02.09 убит. Похоронен сев.-зап. окр. с. Даг (Венгрия)                              | |
| xx. гвардии     | Хусаинов Галим Абакирович                  | командир стрелковой роты                                            | 1915 г. р., Башкирская АССР д. Туембетово                           | 1943.07.18 убит. Похоронен в х. Русский (Сталинская обл.)                               | |
| xx. гвардии     | Шангин Василий Фёдорович                   | командир стрелкового взвода                                         | 1904 г. р., Челябинская обл.                                        | 1944.03.17 убит. Похоронен в с. Галагановка (Николаевская обл.)                         | |
| xx. гвардии     | Шлафман Григорий Хаскелевич                | командир пулемётного взвода                                         | 1924 г. р., Винницкая обл., г. Гайсин                               | 1945.01.14 убит. Похоронен в сев.-зап. с. Леанивар (Венгрия)                            | осуждён ВТ 4 армии на 10 лет ИТЛ |
| xx. гвардии     | Яценко Прокофий Денисович                  | командир взвода автоматчиков                                        | 1908 г. р., Полтавская обл., с. Макеевка                            | 1944.03.27 умер от ран. Похоронен в с. Еленовка (Николаевская обл.)                     | |
| xx. гвардии     | Абашев Фёдор Дмитриевич                    | командир стрелкового взвода                                         | 1917 г. р., Свердловская обл., Козеловский район                    | 1945.02.06 убит. Похоронен в сев.-зап. с. Леанивар (Венгрия)                            | |
| xx. гвардии     | Андрианов Николай Кузьмич                  | командир пулемётного взвода                                         | 1924 г. р., Саратовская обл., с. Калинино                           | 1943.07.30 пропал без вести                                                             | |
| xx. гвардии     | Азанов Иван Иванович                       | командир миномётного взвода                                         | 1923 г. р., Молотовская обл.                                        | 1944.11.05 убит. Похоронен 3 км вост. с. Андраши (Венгрия)                              | |
| xx. гвардии     | Ам(ш)ирбаев Ахмет Сафелович                | командир миномётного взвода                                         | 1919 г. р., Омская обл., дер. Тайчин                                | 1943.09.03 убит. Похоронен в с. Бадья (Сталинская обл.)                                 | |
| xx. гвардии     | Белянин Иван Семёнович                     | командир пулемётного взвода                                         | 1914 г. р., Нижне-Волжский край, Базарный Карабулак                 | 1944.03.22 убит. Похоронен вост. окр. ст. Водопой (Николаевская обл.)                   | |
| xx. гвардии     | Бесков Николай Николаевич                  | командир стрелкового взвода                                         | 1925 г. р., Горьковская обл., с. Зелёные Горы                       | 1944.03.24 умер от ран. Похоронен в г. Пилишвёрёшвар (Венгрия)                          | |
| xx. гвардии     | Буровников Леонид Иванович                 | командир стрелкового взвода                                         | 1925 г. р.                                                          | 1945.04.03                                                                              | |
| xx. гвардии     | Бондаренко Константин Георгиевич           | командир стрелкового взвода                                         | 1920 г. р., Полтавская обл., с. Карловка                            | 1943.07.18 убит. Похоронен в х. Русский (Сталинская обл.)                               | |
| xx. гвардии     | Вавилов Михаил Афанасьевич                 | командир пулемётного взвода                                         | 1910 г. р., Новосибирская обл.                                      | 1943.01.08                                                                              | |
| xx. гвардии     | Высочин Андрей Иванович                    | командир 1 пулемётного взвода                                       | 1913 г. р., Полтавская обл., с. Голяское                            | 1944.03.13 убит. Похоронен в с. Лиманцы (Николаевская обл.)                             | |
| xx. гвардии     | Гоголошвили Георгий Иосифович              | командир взвода ПТР                                                 | 1924 г. р., Грузинская ССР, г. Ланчхути                             | 1944.01.16 убит. Похоронен в вост. окр. с. Владимировка (Николаевская обл.)             | |
| xx. гвардии     | Горьков Василий Петрович                   | командир взвода автоматчиков                                        | 1923 г. р., Тульская обл., д. Вислово                               | 1943.09.10 пропал без вести                                                             | |
| xx. гвардии     | Горпинченко Николай Степанович             | командир взвода автоматчиков                                        | 1923 г. р., Полтавская обл., с. Кривуша                             | 1944.02.10 убит. Похоронен в вост. окр. с. Владимировка (Николаевская обл.)             | |
| xx. гвардии     | Господариков Василий Григорьевич           | командир миномётного взвода                                         | 1920 г. р., Воронежская обл. с. Телелюи                             | 1944.10.06 убит. Тело утонул в Дунае около с. Беснефок (Югославия)                      | |
| xx. гвардии     | Грищенко Григорий Михайлович               | командир огневого взвода                                            | 1923 г. р.                                                          | 1943.01.27 пропал без вести                                                             | |
| xx. гвардии     | Гуськов Пётр Николаевич                    | командир пулемётного взвода                                         | 1925 г. р., Горьковская обл., с. Илово                              | 1944.05.01 убит. Похоронен в с. Раскаецы (Тираспольская обл.)                           | — Отражение контратаки на высоте 64,4 (Одесская обл.), бой 09.04.1944 за ж/д ст. Лузановка (Одесская обл.), бой 09.04.1944 за г. Одесса. Приказом Командира 86 гв. сд № 021/Н от 10.05.1944. |
| xx. гвардии     | Дедюк Семён Александрович                  | командир взвода бесп. связи                                         | 1919 г. р., Ворошиловградская обл., с. Ново-Водяное                 | 1943.08.21 убит. Похоронен в с. Куксино (Сталинская обл.)                               | |
| xx. гвардии     | Денисов Виктор Васильевич                  | командир стрелкового взвода                                         | 1924 г. р., г. Ульяновск                                            | 1943.10.10 умер от ран. Похоронен в х. Шинау (Запорожская обл.)                         | |
| xx. гвардии     | Додонов Александр Иванович                 | командир стрелкового взвода                                         | 1917 г. р., Пензенская обл., с. Чертково                            | 1943.07.30 убит. Похоронен в х. Семёновка (Сталинская обл.)                             | |
| xx. гвардии     | Долгих Иван Макарович                      | командир стрелкового взвода                                         | 1925 г. р., Воронежская обл. с. Подгорное                           | 1944.10.09 убит. Похоронен в с. Борча (Югославия)                                       | |
| xx. гвардии     | Зюзюкин Кузьма Трофимович                  | командир пулемётного взвода                                         | 1924 г. р., Ставропольский край, с. Птичье                          | 1943.08.19 убит. Похоронен в х. Ново-Бахмутский (Сталинская обл.)                       | |
| xx. гвардии     | Иваненко Николай Степанович                | командир пулемётного взвода                                         | 1916 г. р., Курская обл. Старо-Безгинск с/с                         | 1944.02.10 пропал без вести                                                             | |
| xx. гвардии     | Калимулин Тимерхан Гайфульевич             | командир пулемётного взвода                                         | 1905 г. р., Башкирская АССР пос. Раевка                             | 1944.10.30 убит. Похоронен в с. Шуба (Венгрия)                                          | (посмертно) — Бой 30.10.1944 за г. Ижак. Приказом Командира 10 гв. ск № 042/Н от 04.12.1944. |
| xx. гвардии     | Кахокидзе Шота Кириллович                  | командир взвода ПТР                                                 | 1924 г. р., г. Сухуми                                               | 1944.03.27 убит. Похоронен в ст. Водопой (Николаевская обл.)                            | |
| xx. гвардии     | Китов Сергей Семёнович                     | командир взвода автоматчиков                                        | 1924 г. р., Пензенская обл., с. Зеленовка                           | 1943.09.13 убит. Похоронен в с. М-Янисоль (Сталинская обл.)                             | |
| xx. гвардии     | Корсаков Пётр Александрович                | командир взвода автоматчиков                                        | 1922 г. р., Архангельская обл., д. Панфилово                        | 1944.03.27 убит. Похоронен в ст. Водопой (Николаевская обл.)                            | |
| xx. гвардии     | Кудряшев Владимир Михайлович               | командир взвода ПТР                                                 | 1924 г. р., г. Грозный                                              | 1943.02.23 убит. Похоронен в х. Ново-Бахмутский (Сталинская обл.)                       | |
| xx. гвардии     | Кузликов Владимир Михайлович               | командир взвода                                                     | 1904 г. р.                                                          | 1943.08.19                                                                              | |
| xx. гвардии     | Кузьмичёв Владимир Мих.                    | командир пулемётного взвода                                         | 1924 г. р., Казахская АССР, г. Джамбул                              | 1943.08.19 убит. Похоронен в х. Ново-Бахмутский (Сталинская обл.)                       | |
| xx. гвардии     | Лебедев Павел Дмитриевич                   | командир стрелкового взвода                                         | 1923 г. р., Горьковская обл., с. Ревезень                           | 1945.03.20 убит. Похоронен в Пилишсентлелек (Венгрия)                                   | |
| xx. гвардии     | Левченко Сергей Семёнович                  | командир взвода бат. 45 мм пушек                                    | 1915 г. р.                                                          | 1943.09.11 убит.                                                                        | — Бой 27.07.1943 за высоту 188,4, огневая поддержка наступающих 2 и 3 б-нов. Отражение танковых контратак. |
| xx. гвардии     | Литвин Абрам Бенциан.                      | командир взвода ПТР                                                 | 1917 г. р., Житомирская обл., м. Базар                              | 1943.07.28 умер от ран. Похоронен в х. Семёновский (Сталинская обл.)                    | |
| xx. гвардии     | Мельников Павел Аполлонович                | командир пулемётного взвода                                         | 1923 г. р., Ленинградская обл., д. Бор                              | 1944.11.05 убит. Похоронен вост. окр. с. Андраши (Венгрия)                              | |
| xx. гвардии     | Митрохин Василий Егорович                  | командир стрелкового взвода                                         | 1921 г. р., Смоленская обл., д. Вышилово                            | 1943.07.18 убит. Похоронен в х. Русский (Сталинская обл.)                               | |
| xx. гвардии     | Морозов Георгий Данилович                  | командир стрелкового взвода                                         | 1921 г. р., Ростовская обл., ст. Заплавская                         | 1944.01.16 убит. Похоронен в с. Владимировка (Николаевская обл.)                        | |
| xx. гвардии     | Николаенко Иван Антонович                  | командир пулемётного взвода                                         | 1923 г. р., Саратовская обл.                                        | 1944.10.21 убит. Похоронен в с. Пустомермердеш (Венгрия)                                | |
| xx. гвардии     | Окладников Иван Ефимович                   | комсорг стр. батальона                                              | 1923 г. р., Красноярский край, с. Анцирь                            | 1944.03.13 убит. Похоронен в с. Галагановка (Николаевская обл.)                         | |
| xx. гвардии     | Олейник Виталий Дмитриевич                 | командир взвода                                                     | 1925 г. р., Бурят-Монгольская АССР, г. Улан-Удэ                     | 1944.11.05 пропал без вести                                                             | |
| xx. гвардии     | Олейник Сергей Алексеевич                  | командир стрелкового взвода                                         | 1918 г. р.                                                          | 1944.11.05 пропал без вести                                                             | |
| xx. гвардии     | Осокин Василий Алексеевич                  | командир сапёрного взвода                                           | 1923 г. р., Ивановская обл. с. Бельково                             | 1945.01.06 убит. Похоронен вост. окр. с. Чолнок (Венгрия)                               | (посмертно) — Бой 06.01.1945 по освобождению дороги с. Чолнок — Леонивар (Венгрия). Приказом Командира 10 гв. ск № 07/Н от 23.01.1945. |
| xx. гвардии     | Ошурков Юрий Дмитриевич                    | командир стрелкового взвода                                         | 1924 г. р., Челябинская обл., д. Ашурково                           | 1943.07.30 убит. Похоронен в х. Семёновский (Сталинская обл.)                           | |
| xx. гвардии     | Переводчиков Григорий Ермолаевич           | командир стрелкового взвода                                         | 1904 г. р., Читинская обл. с. Н.-Троицкое                           | 1944.11.05 убит. Похоронен 2 км вост. с. Андраши (Венгрия)                              | — Бой 08.03.1944 в районе высоты 108,6. Командир стрелкового взвода 103 гв. сп 34 гв. сд. Приказом Командира 34 гв. сд № 10/Н от 20.03.1944. |
| xx. гвардии     | Родин Виктор Иванович                      | командир взвода ПТР                                                 | 1924 г. р., Аркадакский район, с. Первоивановка                     | 1943.08.22 убит. Похоронен в х. Ново-Бахмутский (Сталинская обл.)                       | |
| xx. гвардии     | Рогушин Николай Николаевич                 | командир миномётного взвода                                         | 1924 г. р.                                                          | 1943.07.30 пропал без вести                                                             | |
| xx. гвардии     | Савельев Николай Константинович            | командир взвода                                                     | 1917 г. р., Ивановская обл., Вязниковский район, п. Пролетарский    | 1944.10.06 убит. Похоронен в с. Беснефок (Югославия)                                    | (посмертно) — Бой 02.10.1944 под с. Избиште и бой 05.10.1944 за с. Борча (Югославия). Приказом Командира 10 гв. ск № 039/Н от 12.11.1944. |
| xx. гвардии     | Свиридов Иван Михайлович                   | командир стрелкового взвода                                         | 1920 г. р., Орловская обл., Гришино-Слободск. с/с.                  | 1944.11.04 убит. Похоронен в с. Вече (Венгрия)                                          | |
| xx. гвардии     | Сеничев Алексей Васильевич                 | командир стрелкового взвода                                         | 1919 г. р., Ленинградская обл. д. Ефимова                           | 1945.01.05 убит. Похоронен вост. окр. с. Чолнок (Венгрия)                               | |
| xx. гвардии     | Тененгольц Вениамин Мих.                   | командир стрелкового взвода                                         | 1924 г. р., г. Махачкала                                            | 1943.08.20 умер от ран. Похоронен в с. Куксино (Сталинская обл.)                        | |
| xx. гвардии     | Удалов Евгений Васильевич                  | командир стрелкового взвода                                         | 1923 г. р., Удмуртская АССР                                         | 1944.11.14 убит. Похоронен вост. окр. с. Демре (Венгрия)                                | — Бой 02.10.1944 под с. Избиште и бой 05.10.1944 за с. Борча (Югославия). Приказом Командира 86 гв. сд № 035/Н от 27.10.1944. |
| xx. гвардии     | Хазиев Минзаит                             | командир стрелкового взвода                                         | 1918 г. р., Узбекская ССР, Андижанская обл., с. Султан-Абад         | 1944.03.25 убит. Похоронен вост. окр. ст. Водопой (Николаевская обл.)                   | |
| xx. гвардии     | Чулков Алексей Николаевич                  | командир стрелкового взвода                                         | 1905 г. р., Омская обл., с. Тевриз                                  | 1943.07.28 пропал без вести                                                             | |
| xx. гвардии     | Шилов Григорий Гордеевич                   | командир пулемётного взвода                                         | 1924 г. р., Пензенская обл., с. Ребровка                            | 1943.07.30 убит. Похоронен в х. Семёновский (Сталинская обл.)                           | |
| xx. гвардии     | Юсупов Фагим Насретдинович                 | командир пулемётного взвода                                         | 1924.05.10 г. р., Куйбышевская обл., с. Б-Троев                     | 1944.01.16 убит. Похоронен в с. Антоновка (Николаевская обл.)                           | В Каховке был пленён и попал 10.01.1944 в шталаг 367. Освобождён |

| Военнослужащие 265 гв. мсп, погибшие в Чехословакии во время Операции «Дунай» в 1968 году: | Военнослужащие 265 гв. мсп, погибшие в Чехословакии во время Операции «Дунай» в 1968 году: | Военнослужащие 265 гв. мсп, погибшие в Чехословакии во время Операции «Дунай» в 1968 году: | Военнослужащие 265 гв. мсп, погибшие в Чехословакии во время Операции «Дунай» в 1968 году: | Военнослужащие 265 гв. мсп, погибшие в Чехословакии во время Операции «Дунай» в 1968 году: | Военнослужащие 265 гв. мсп, погибшие в Чехословакии во время Операции «Дунай» в 1968 году: | Военнослужащие 265 гв. мсп, погибшие в Чехословакии во время Операции «Дунай» в 1968 году: | Военнослужащие 265 гв. мсп, погибшие в Чехословакии во время Операции «Дунай» в 1968 году: |
| п/п                                                                                        | Фамилия, имя, отчество                                                                     | Звание                                                                                     | Должность, часть                                                                           | Родился, место рожд.                                                                       | Погиб                                                                                      | Похоронен                                                                                  | Особые отметки. (Награждён)                                                                |
| ------------------------------------------------------------------------------------------ | ------------------------------------------------------------------------------------------ | ------------------------------------------------------------------------------------------ | ------------------------------------------------------------------------------------------ | ------------------------------------------------------------------------------------------ | ------------------------------------------------------------------------------------------ | ------------------------------------------------------------------------------------------ | ------------------------------------------------------------------------------------------ |
| 1.                                                                                         | Божко Григорий Михайлович                                                                  | гвардии                                                                                    | наводчик                                                                                   | 1946 г. р., с. Великая Александровка Херсонская обл.                                       | 24.08.1968                                                                                 | СССР                                                                                       |                                                                                            |
| 2.                                                                                         | Гаевский Леонид Францевич                                                                  | гвардии                                                                                    | командир взвода                                                                            | 1943 г. р., Джанкой Крымская обл.                                                          | 24.08.1968                                                                                 | СССР                                                                                       |                                                                                            |